# 1747 au Canada
Pour un article plus général, voir Chronologie du Canada.
Cet article traite des événements qui se sont produits durant l'année 1747 au Canada.

## Événements
- 11 février, troisième guerre intercoloniale : victoire française à la bataille de Grand-Pré en Acadie. Le nord de l'Acadie redevient sous contrôle français[1].
- 7 avril au 9 avril : Joseph-Claude Boucher de Niverville avec des canadiens et des Abénakis entreprennent le siège  de Fort at number 4 (en) dans le New Hampshire[2]. Les Anglais du Fort no 4 résistent au siège. Par contre les français font des ravages dans cette contrée.
- 22 avril : fondation de la Ohio Company de Virginie[3].
- 14 mai : bataille du cap Finisterre au large de l'Espagne[4]. La flotte anglaise tente d'intercepter un convoi se rendant au Canada. Victoire anglaise mais la majeure partie de la flotte française parvient à s'échapper et à se rendre à Québec en juillet[5]. Le commandant Jacques-Pierre de Taffanel de La Jonquière est capturé par les Anglais ce qui retarde sa mise en place comme Gouverneur de la Nouvelle-France.
- 20 mai :
  - cinq commerçants français, ignorant la présence des Anglais parmi les Wyandot, se rendent à Sandoské. Le chef huron Orontony, irrité de leur entrée dans le village sans son consentement, les condamne à mort et fait envoyer un des scalps en Pennsylvanie. Les Hurons de Sandoské trament un complot avec plusieurs nations dans le dessein d'exterminer les Français de Fort Détroit à la Pentecôte (21 mai). La conspiration est éventée par une femme huronne qui prévient le commandant de Longueuil, qui rassemble tous les habitants dans le fort[6],[7],[8].
  - destruction de la mission jésuite de l'Île Bois Blanc par les hommes du chef huron Orontony. Le père Potier et ses fidèles se réfugient à Fort Détroit[9].
- Août : troubles au Lac Érié. Révolte du chef huron Nicolas Orontony avec dix sept tribus contre les Français. Les Wyandot et les Outaouais interviennent à Fort Détroit pour s'emparer des maisons et en tuer les occupants ; les Miamis détruisent le poste de Fort Miamis ; les Renards attaquent Green Bay ; les Sauks tentent de prendre Michilimakinac ; les Mingos détruisent le village français à la jonction des rivières Miami et Saint-Joseph. Orontony se rend au Fort Détroit pour négocier la paix mais trois français sont tués. Le 22 septembre des renforts français arrivent de Montréal à Fort Détroit et obtiennent la soumission d'une partie des révoltés.  Orontony refuse de se soumettre et en 1748 détruit son village dans la baie de Sandusky[7]. Les Français y établissent le fort Sandoské.
- 19 septembre : Rolland-Michel Barrin, comte de La Galissonière, nommé gouverneur de la Nouvelle-France, arrive à Québec[10].
- 7 octobre : Marguerite d'Youville prend en charge l'hôpital de Montréal[11].

- Reconstruction du Fort Sainte-Thérèse sur le bord de la Rivière Richelieu[12].
- Emanuel Bowen publie Complete System of Geography dans lequel il indique les territoires de la Nouvelle-Galles du Sud et de la Nouvelle-Galles du Nord à l'ouest de la Baie d'Hudson.
- Henry Ellis publie Voyage à la Baie d'Hudson en 1746, par le Dobbs Galley et le California, pour découvrir un Passage du Nord-ouest.

## Naissances
- 12 juin : Clément Gosselin, soldat canadien qui s'est joint à la révolution américaine († 9 mars 1816).

## Décès

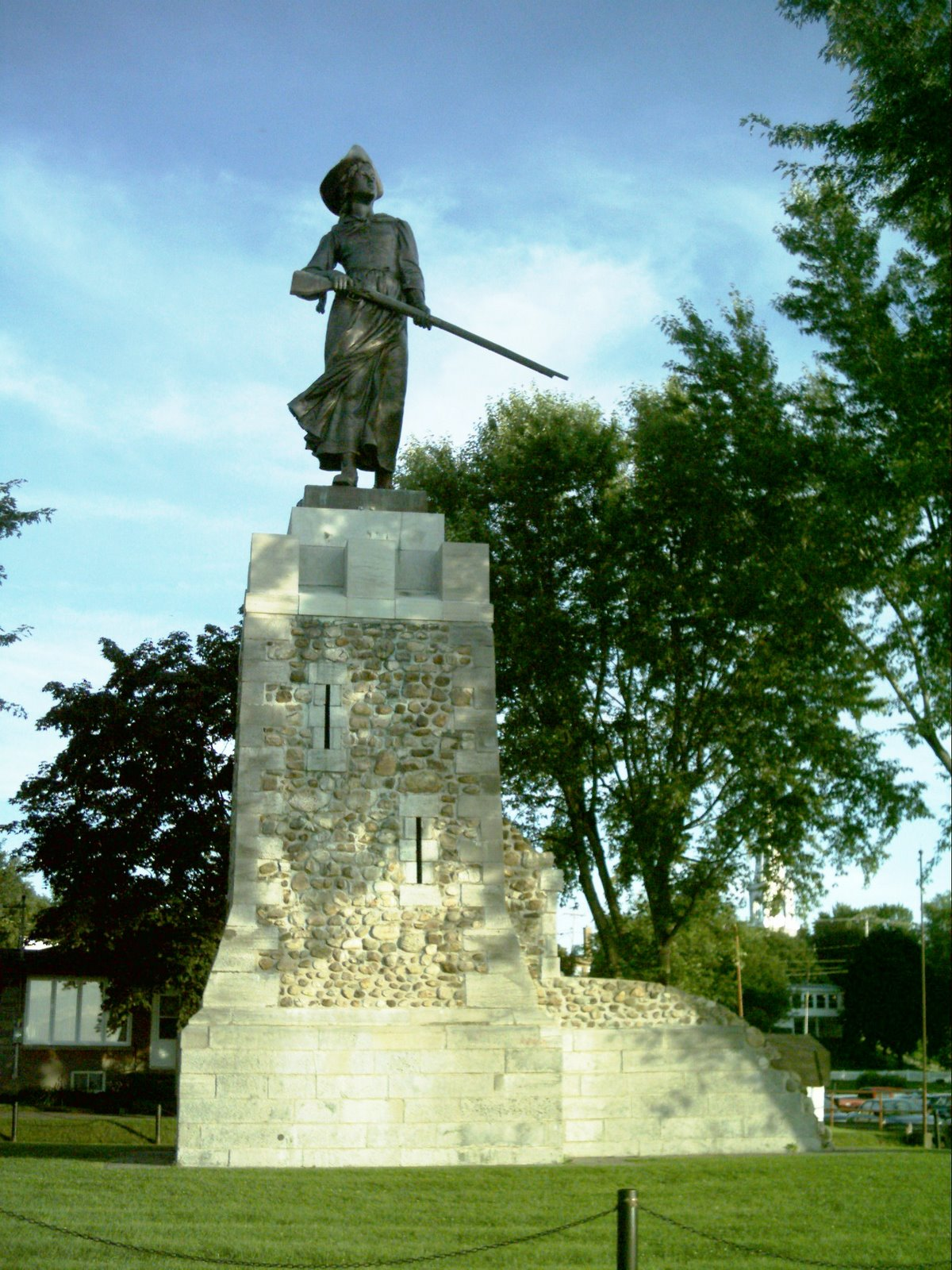
Madeleine de Verchères

- 18 janvier : Michel Bégon de la Picardière, intendant de la Nouvelle-France (° 21 mars 1677).
- 21 mars : Antoine Le Moyne de Châteauguay, gouverneur de la Guyane française et de l'île Royale (° 17 juillet 1683).
- 4 août : Claude Hertel de Beaulac, militaire (° 2 janvier 1682).
- 8 août : Madeleine de Verchères, héroïne (° 3 mars 1678).
- 19 août : Agathe de Saint-Père, commerçante (° 27 février 1657).
- Louis d'Ailleboust, coureur de bois (° 1656).